# 임계초등학교 군대분교
임계초등학교 군대분교는 대한민국 강원특별자치도 정선군 임계면 가목리 107에 있었던 공립 초등학교이다.

## 연혁
- 1970.12.31. 도전국민학교 군대분교장 설립인가
- 1992.03.01. 임계국민학교 군대분교장 소속변경
- 1996.03.01. 임계초등학교 군대분교장 교명변경
- 2013.03.01. 학교 폐지